# Psihoneuroimunologia
Psihoneuroimunologia, sau psihoneuroimunoendocrinologia, este o ramură relativ nouă și complexă a științei care combină imunologia, neurologia, psihologia și endocrinologia, pentru a studia și înțelege influența minții asupra sistemului imunitar. Acest domeniu abordează întrebări încă nerezolvate precum originea vindecărilor sau remisiunilor spontane, efectele placebo și nocebo, conexiunea minte-corp și psihosomatica(vindecarea unei patologii exclusiv prin modificarea sau ameliorarea stării emoționale a persoanei în cauză). Se crede că există o legătură, în privința vindecărilor spontane, între psihoneuroimunologie și epigenetică, dată fiind existența „genelor de răspuns imediat” (immediate early genes, IEG) a căror expresie poate fi modificată în decurs de 3 secunde și care pot aduce schimbări celulare semnificative în organismul persoanei în cauză, ducând astfel la o remisiune spontană și neașteptată a patologiei.